# Victor Spoormaker
Victor Spoormaker is een Nederlandse onderzoeker en schrijver op het gebied van slapen en dromen. Hij werkt in Max Planck Instituut voor psychiatrie in München en is auteur van enkele boeken en verschillende websites waarin hij wetenschappelijke informatie wil geven over (lucide) dromen en (lucide) nachtmerries, en slaap en slaapproblemen.
Op donderdag 19 mei 2005 promoveerde Victor Spoormaker aan de universiteit te Utrecht op een onderzoek naar nachtmerries getiteld Nightmares.